# Åke Silfverhielm
Åke Claes Reinhold Silfverhielm, född 7 juli 1911 i Falköpings stadsförsamling i Skaraborgs län, död 30 juli 1973 i Hedvig Eleonora församling i Stockholm, var en svensk militär.

## Biografi
Silfverhielm avlade studentexamen i Malmö 1929. Han avlade officersexamen vid Krigsskolan 1932 och utnämndes samma år till fänrik vid Bodens artilleriregemente, där han befordrades till underlöjtnant 1934, löjtnant 1936 och kapten 1940. Han gick Allmänna artillerikursen vid Artilleri- och ingenjörhögskolan (AIHS) 1934–1936 och Högre artillerikursen där 1936–1938, var repetitör vid AIHS 1939–1941, tjänstgjorde 1941–1945 i Tygavdelningen vid Arméförvaltningen och inträdde 1942 i Fälttygkåren, där han befordrades till major 1950. Han var lärare vid AIHS 1945–1951: i krut- och konstruktionslära med mera 1945–1947 och i skjutlära 1947–1951, från 1950 som 1. lärare. Därefter var han lärare vid Krigshögskolan 1951–1954 och 1956–1959. Åren 1954–1959 tillhörde han Göta artilleriregemente, där han var divisionschef 1954–1956 och befordrades till överstelöjtnant 1956.
År 1959 inträdde han åter i Fälttygkåren, varpå han 1959–1968 tjänstgjorde vid Armétygförvaltningen (1964 namnändrad till Arméförvaltningen): 1959–1965 som chef för Centralplaneringen och 1965–1968 som överingenjör och chef för 2. vapenbyrån i Vapenavdelningen. Han befordrades till överste 1960 och studerade vid Försvarshögskolan 1961. Han var överingenjör och chef för 2. vapenbyrån i Vapenavdelningen i Armématerielförvaltningen vid Försvarets materielverk 1968–1971, varefter han inträdde i reserven 1971. Efter sin pensionering var han knuten till Armématerielförvaltningen (1972 namnändrad till Huvudavdelningen för armémateriel) vid Försvarets materielverk som konsult i frågor om ammunitionssäkerhet. Silfverhielm var ”en stor artilleriteknisk begåvning” och ägnade sig särskilt åt problem rörande vapnens innerballistik. I detta ämne skrev han flera uppsatser i Kungliga Krigsvetenskapsakademiens tidskrift och Artilleri-tidskrift.
Åke Silfverhielm invaldes 1956 som ledamot av Kungliga Krigsvetenskapsakademien.
Åke Silfverhielm var son till bankkamrer Erland Silfverhielm och Mary Strömberg. Han gifte sig 1940 med Greta Ericsson (född 1918, dotter till överste Folke Ericsson och Jenny Berg). De fick barnen Bo (född 1941), Clas (född 1943) och Charlotte (född 1944). Åke Silfverhielm är gravsatt i minneslunden på Skogskyrkogården i Stockholm.

## Utmärkelser
- Riddare av Svärdsorden, 1951.[14]
- Kommendör av Svärdsorden, 1965.[15]
- Kommendör av 1. klass av Svärdsorden, 1968.[16]